# Zetha simonyi
Zetha simonyi är en kackerlacksart som först beskrevs av Krauss 1892.  Zetha simonyi ingår i släktet Zetha och familjen Polyphagidae. Inga underarter finns listade i Catalogue of Life.